# Тошио Судзуки
Тошио Судзуки (на японски: 鈴木 敏夫) е японски филмов продуцент.
Роден е на 19 август 1948 година в Нагоя. През 1972 година завършва литература в Университета „Кейо“, след което започва работа в голямото издателство „Токума Шотен“. Участва в създаването на „Студио Гибли“, което ръководи от 1990 до 2008 година. Продуцира редица успешни анимационни филми, сред които „Отнесена от духовете“ („千と千尋の神隠し“, 2001), „Подвижният замък на Хоул“ („ハウルの動く城“, 2004), „Дух в бронята 2: Невинност“ („攻殻機動隊 イノセンス“, 2004), „Вятърът се надига“ („風立ちぬ“, 2013).

## Избрана филмография
- „Пом Поко“ („平成狸合戦ぽんぽこ“, 1994)
- „Шепотът на сърцето“ („耳をすませば“, 1995)
- „Отнесена от духовете“ („千と千尋の神隠し“, 2001)
- „Завръщането на котката“ („猫の恩返し“, 2002)
- „Подвижният замък на Хоул“ („ハウルの動く城“, 2004)
- „Дух в бронята 2: Невинност“ („攻殻機動隊 イノセンス“, 2004)
- „Приказки от Землемория“ („ゲド戦記“, 2006)
- „Поньо от скалата край морето“ („崖の上のポニョ“, 2008)
- „Тайният свят на Ариети“ („借りぐらしのアリエッティ“, 2010)
- „На хълма с маковете“ („コクリコ坂から“, 2011)
- „Вятърът се надига“ („風立ちぬ“, 2013)
- „Червената костенурка“ („La Tortue rouge“, 2016)